# 2-إيثيليدين-5،1-ثنائي ميثيل-3،3-ثنائي فينيل بايروليدين
2-إيثيليدين-5,1-ثنائي ميثيل-3,3-ثنائي فينيل بايروليدين (EDDP) صيغته الجزيئية C20H23N، هو ناتج أيضي رئيسي للميثادون.